# Salix alfredii
Salix alfredii ist ein großer Strauch oder kleiner Baum aus der Gattung der Weiden (Salix) mit rotbraunen und glänzenden jungen Zweigen und bis zu 4,5 Zentimeter langen Blattspreiten. Das natürliche Verbreitungsgebiet der Art liegt in China.

## Beschreibung
Salix alfredii ist ein bis zu 4,5 Meter hoher Strauch oder Baum mit im ersten Jahr rotbraunen, dünnen, kahlen und glänzenden Zweigen. Die Laubblätter haben einen 3 bis 5 Millimeter langen Blattstiel. Die Blattspreite ist 2,5 bis 4 selten 4,5 Zentimeter lang, 1,5 bis 2 selten 2,5 Zentimeter breit, eiförmig-elliptisch oder elliptisch, spitz, ganzrandig, mit einer gerundeten Blattbasis. Die Blattoberseite ist grün, die Unterseite grünlich oder graublau, anfangs flaumig und entlang der Mittelrippe zottig behaart, später verkahlend.
Männliche Blütenstände sind 4 bis 6 Zentimeter lang bei Durchmessern von 1 bis 1,5 Zentimetern. Die Tragblätter sind etwa 1,5 Millimeter lang, verkehrt eiförmig und fein behaart. Männliche Blüten haben zwei Staubblätter mit etwa 4,3 Millimeter langen Staubfäden und gelben, kugelförmigen Staubbeutel. Es werden eine, selten zwei adaxiale Nektardrüsen und manchmal eine kleine, abaxiale Nektardrüse gebildet.
Weibliche Blütenstände sind 2,5 bis 4 Zentimeter lang bei Durchmessern von 4 bis 5 Millimetern. Der Blütenstandsstiel ist kurz oder fehlt, Blättchen sind hinfällig oder nicht vorhanden. Die Tragblätter sind etwa 1 Millimeter lang, verkehrt-eiförmig, auf der Oberseite beinahe kahl, unterseits zottig behaart und lang bewimpert. Weibliche Blüten haben eine adaxiale Nektardrüse. Der Fruchtknoten ist etwa 2,2 Millimeter lang, eiförmig, zottig behaart oder kahl und kurz gestielt. Der Griffel ist kurz, die Narbe vierlappig. Als Früchte werden etwa 3 Millimeter große, fein behaarte Kapseln mit auffälligem Stiel gebildet. Salix alfredii blüht von Mai bis Juni, die Früchte reifen im Juli.

## Vorkommen und Standortansprüche
Das natürliche Verbreitungsgebiet liegt auf Berghängen in den chinesischen Provinzen Gansu, Qinghai und Shaanxi.

## Systematik
Salix alfredii ist eine Art aus der Gattung der Weiden (Salix) in der Familie der Weidengewächse (Salicaceae). Dort wird sie der Sektion Heterochromae zugeordnet. Sie wurde 1932 von Alfred Rehder und Clarence Emmeren Kobuski erstmals wissenschaftlich gültig beschrieben. Der Gattungsname Salix stammt aus dem Lateinischen und wurde schon von den Römern für verschiedene Weidenarten verwendet.
Es werden zwei Varietäten unterschieden:
- Salix alfredii var. alfredii mit zottig behaarten Fruchtknoten
- Salix alfredii var. fengxianica (N. Chao) G. Zhu mit kahlem Fruchtknoten

## Nachweise